# Suhajda József (cukrász)
Suhajda József (Bácsmadaras, 1886–Budapest, 1948. január 3.) magyar cukrász, csokoládégyáros.

## Pályafutása
A bácsmadarasi születésű Suhajda József Szegeden tanulta ki a cukrász szakmát, Árvay József cukrászdájában. A tanonc évek után 1910-ben nyitotta meg saját cukrászdáját az Oskola utcában. Műhelyét korszerű, modern berendezésekkel szerelte fel és a napi cukrászati termékek mellett speciális csokoládés csemegék készítéséhez is hozzákezdett. Amikor a szegedi cége már virágzott, Suhajda terjeszkedni szeretett volna a fővárosban is. Budapesten azonban nem cukrászdát, hanem egy csokoládé-manufaktúrát alapított. Üzem az V. kerületben, a Csáki utcában (a mai Lehel tér környéke) működött. A hely kiválasztásában nagy szerepet játszott a piac közelsége, ugyanis innen hozták minden reggel a friss tejet, tojást, tejszínt, vajat a desszertekhez. Suhajda József Bécsben is alapított egy csokoládégyárat, amit az ott élő bátyjára, Jánosra bízott. János vezetése alatt azonban a bécsi üzlet tönkrement. Szegeden azonban virágzott az üzlet. A túlterheltség miatt azonban a gyár kéménye leégett. Suhajda József a napi termékek mellett tartósabb, csomagolt desszertet is készített. Különlegessége egy mignonformába öntött Suhajda csemege volt, amelyben a legfinomabb csokoládéburokba töltött diónyi mokkakrém-magot párizsi krém ölelte körül. A csemegét az 1924-es Szegedi Baross áruvásár és kiállításon aranyéremmel díjazták. A korabeli sajtó így írt az esemény kapcsán:

„A magyaros hangzású Suhajda név már olyan fogalom külföldön, mint a gulyás, meg a pörkölt, mert az előkelő külföldi vendéglők étlapjain megtaláljuk mind a hármat. Maholnap azt hiszi már a külföldi, hogy a Suhajda csemege legelső nemzeti eledelünk... A Suhajda család titkát nem hajlandó elárulni, de mindenkinek joga van azt a csemege megízlelése után kitalálni. Ilyen ember azonban eddig még nem akadt. A cég pavilonja előtt valóságos torlódás van, úgyhogy a rendezőség alig tudta a megnyitás napján a közlekedés zavartalanságát fenntartani.”

Különlegesen finom, minőségi csokoládé specialitása, a Suhajda csemege az egész országban és a határokon túl is ismert és kedvelt édességnek számított.

## Díjai
- 1912. Párizs: Grand prix kitüntetés
- 1913. Párizs: aranyérem
- 1924. Szeged: aranyérem (Szegedi Baross – áruvásár és kiállítás)
- 1937. Budapest: aranyérem (Országos Kézművesipari Kiállítás és Őszi Vásár)

### Saját oldalak
- László Dóra: Újjászületett a Suhajda csemege Archiválva 2016. március 14-i dátummal a Wayback Machine-ben
- Suhajda József életrajza a Suhajda cukrászda honlapján